# 1832 في الجزائر
فيما يلي قوائم الأحداث التي وقعت خلال عام 1832 في الجزائر.

## الحكم
- الإحتلال الفرنسي

## الأحداث
- أفريل: مجزرة العوفية (1832)
- ماي: معركة الحراش (1832)
- 27 نوفمبر: مبايعة الأمير عبد القادر (1832).[1]